# Meseta

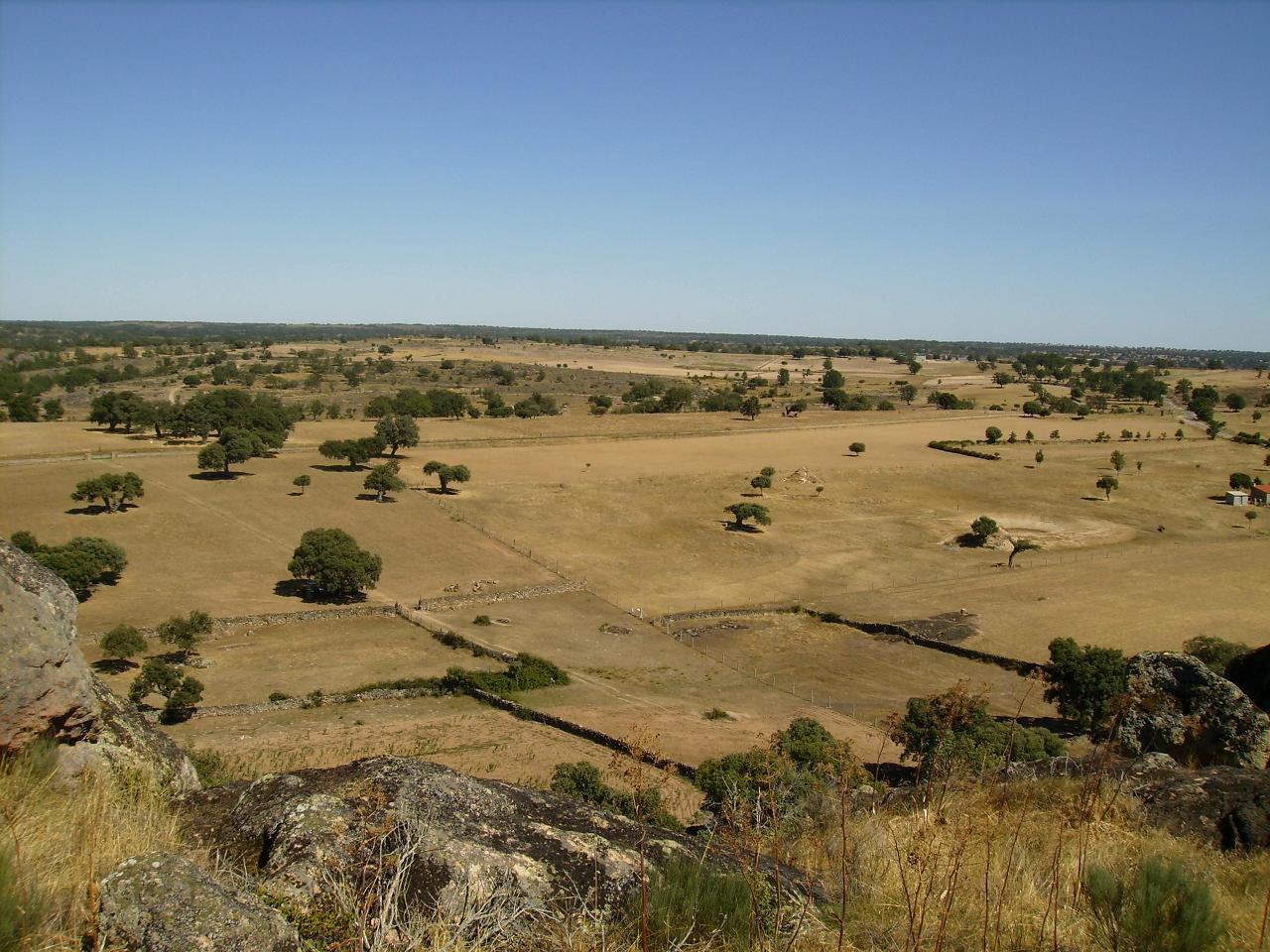
Paesaggio tipico

La Meseta (sp. Meseta Central) è l'altopiano più antico della penisola iberica, e quello che occupa la maggior parte della sua superficie. 
Ebbe origine dal massiccio Esperico, formatosi per orogenesi ercinica, nel Paleozoico. Poi, nel Mesozoico, il massiccio fu livellato dall'erosione e trasformato in una pianura ondulata (che è la base dell'attuale Meseta). In un periodo successivo, ossia nel Cenozoico, essa ha subito mutamenti in seguito all'orogenesi alpina; infine, nel Quaternario, hanno avuto luogo processi quali l'erosione, la sedimentazione e l'azione dei ghiacciai.

## Origine geologica
Durante il Cenozoico l'orogenesi alpina interessò l'antico Massiccio Esperico alterando i suoi contrafforti, dando luogo alla formazione del Massiccio gallego-portoghese, dei Monti del León e dei Monti Baschi e il piegamento dei suoi contrafforti come la Cordigliera Cantabrica, a nord, il Sistema Iberico, a nord-est, e la faglia della Sierra Morena a sud. 
Questa orogenesi ebbe come conseguenza lo scontro tra la placca africana e la placca europea, comprimendo nel mezzo il resto del massiccio Esperico, producendo inoltre la frattura dello zoccolo che diede luogo ai Monti di Toledo ed al Sistema Centrale. Inoltre i resti del massiccio si inclinarono verso ovest e furono in seguito sottoposti ad un processo di sedimentazione che è più accentuato sul lato orientale. Infatti sul lato occidentale della Meseta sono maggiormente visibili i materiali duri e cristallini che originariamente componevano il Massiccio Esperico.
Il risultato finale di questi processi geologici è un altopiano con un'altitudine media intorno ai 600 metri, anche se l'altitudine della Meseta settentrionale, quella situata al nord del Sistema Centrale, è maggiore di quella meridionale. I pianori della meseta hanno i bordi rialzati e per questo hanno un clima fortemente continentale che non gode dell'influsso mitigatore del mare. I suoi terreni hanno un tipico colore rossiccio.